# Département de la Fulde
Le département de la Fulde (en allemand : Departement der Fulda, Fulda-Departement ou Fuldadepartement) était un département du royaume de Westphalie. Son chef-lieu était Cassel (Kassel). Il devait son nom à la Fulde (Fulda) qui, après sa confluence avec la Werra à Hann. Münden, donne naissance à la Weser.

## Création
Le département est créé par le décret royal du 24 décembre 1807, qui ordonne la division du royaume en huit départements.

## Territoire
Selon le décret précité, le département recouvrait :
- une partie de la Basse-Hesse ;
- le pays de Paderborn ;
- le pays de Corvey ;
- le bailliage de Reckenberg ;
- le comté de Rietberg-Kaunitz ;
- le bailliage de Münden.

## Population
Selon le décret précité, la population du département était estimée à 239 502 habitants.

## Subdivisions
Selon le décret précité, le département était divisé en trois districts ou arrondissements dont les chefs-lieux étaient Cassel, Höxter et Paderborn.